# Mont Winchell
Pour les articles homonymes, voir Winchell.
Le mont Winchell (en anglais : Mount Winchell) est un sommet de la Sierra Nevada, aux États-Unis. Il culmine à 4 199 mètres d'altitude à la limite des comtés de Fresno et d'Inyo, en Californie. Il est à la frontière du parc national de Kings Canyon et de la John Muir Wilderness.